# 城巴40P線
城巴40P線是一條港島專利巴士路線，由華富（華貴/深灣）經置富往薄扶林道及半山區（般咸道、西摩道及羅便臣道）的晨早巴士服務。

## 簡介及歷史
本線前身45線於1980年5月1日開辦，由中巴經營，只於上課日早上及中午至傍晚時段行走。1982年4月26日起來回繞經置富，於90年代初加開一班由華貴開出的特別班次。中巴於1997年3月3日放棄經營45線，城巴同日接辦，更改編號為40P線，並改為只於上課日單向早上服務。2003年6月2日起，將其中一班改由深灣開出，2006年12月9日起取消星期六服務。本線特別繞經西摩道，主要輔助40及40M，方便往半山區上學的學生。
2018年3月26日：增設實時抵站時間查詢服務。
2025年9月1日：由華貴邨開出之班次提早於07:00及延長至由香港仔大道「香港仔市政大廈」站開出。有關班次全程收費上調至$7.5，並提供由華貴邨起之$6.6分段收費。

## 服務時間及班次
- 星期一至五上課日：
  - 華富（北）開：06:40、07:05、07:16、07:27
  - 華貴開：07:10
  - 深灣開：07:00

星期六、日、公眾假期及學校假期不設服務

## 收費
全程：$6.1（華富／華貴開）／$6.9（深灣開）
- 華富道往羅便臣道：$6.1（祇適用於深灣開出的班次）
- 瑪麗醫院往羅便臣道：$5.3

| - 本線設有12歲以下小童及65歲或以上長者半價優惠。 - 65歲或以上香港居民使用「樂悠咭」，以及12歲以下合資格殘疾兒童使用「殘疾人士身份」個人八達通繳付車資，均可享有每程$2.0或半價（以較低者為準）的票價優惠；12至64歲合資格殘疾人士使用「殘疾人士身份」個人八達通（包括「樂悠咭」），以及60至64歲香港居民使用「樂悠咭」繳付車資，均可享有每程$2.0或全費（以較低者為準）的票價優惠。 - 65歲或以上長者如使用長者或一般個人八達通繳付車資，則只可享有半價優惠；12至64歲合資格殘疾人士如不使用「殘疾人士身份」個人八達通，以及60至64歲人士如不使用「樂悠咭」繳付車資，必須繳付全費。 - 乘客可以現金或八達通於上車時付款，不設找續。 - 每位成人乘客可免費攜帶最多兩名4歲以下而不佔座位的兒童乘客乘車，超額之4歲以下小童必須繳付小童車費乘車。 - 九龍巴士、城巴及龍運巴士全職員工及家屬（不包括外判職員）可免費乘搭本路線，惟必須拍職員或職員家屬八達通。 - 乘客亦可使用AlipayHK「易乘碼」、支付寶、WeChatHK／微信支付「搭車碼」、銀聯雲閃付「乘車碼」及BOC Pay「乘車碼」、具有感應式支付功能的VISA、Mastercard及銀聯卡，以及Apple Pay、Google Pay及Samsung Pay流動支付平台繳付車資。使用此支付方式的乘客可享有中途下車之分段收費，以及與其他城巴獨營路線或聯營線城巴班次之轉乘優惠，惟不適用於與非城巴路線之轉乘優惠。乘客亦不能享有「公共交通費用補貼計劃」及「長者及合資格殘疾人士公共交通票價優惠計劃」。 |

### 八達通轉乘優惠
乘客登上本線後90分鐘內以同一張八達通卡轉乘以下路線，或從以下路線登車後90分鐘內以同一張八達通卡轉乘本線，次程可獲車資折扣優惠：
40P←→7、37X、40(M)、71(P)、90B，須於瑪麗醫院轉乘
- 40P往羅便臣道 → 7往中環、37X往金鐘或71(P)往中環，次程可獲$3.6折扣優惠
- 40P往羅便臣道 → 40(M)往會展站或90B往金鐘，次程可獲$4.2折扣優惠
- 7往中環、37X往金鐘、40(M)往會展站、71(P)往中環或90B往金鐘 → 40P往羅便臣道，次程車資全免

40P往羅便臣道 → 973往尖沙咀，回贈首程車資

## 使用車輛
本線主要使用富豪B9TL 11.3米（95XX）、Enviro 500 MMC 11.3米（91XX）及亞歷山大丹尼士Enviro 400（70XX）行走。

## 行車路線
經：華景街、華富道、深灣道、南朗山道、黃竹坑道、香港仔海旁道、田灣海旁道、石排灣道、薄扶林道、置富道、利牧徑、薄扶林道、般咸道、西摩道及羅便臣道。
括號內之路段祇限特別班次駛經，有斜體字之街道只限華貴邨開出的班次駛經，有粗體字之街道只限深灣開出的班次駛經。

### 沿線車站
| 華富（北）／華貴邨／深灣開 | 華富（北）／華貴邨／深灣開     | 華富（北）／華貴邨／深灣開 |
| 序號                       | 車站名稱                       | 位置                       |
| -------------------------- | ------------------------------ | -------------------------- |
| #                          | 深灣                           | 深灣公共運輸交匯處         |
| #                          | 南朗山道熟食市場               | 南朗山道                   |
| #                          | 南朗山道                       | 黃竹坑道                   |
| #                          | 勝利工廠大廈                   | 黃竹坑道                   |
| #                          | 逸港居                         | 香港仔海旁道               |
| #                          | 香港仔海濱公園                 | 香港仔海旁道               |
| #                          | 香港仔魚類批發市場             | 香港仔海旁道               |
| #                          | 田灣街                         | 香港仔海旁道               |
| ^                          | 華貴邨                         | 華貴邨巴士總站             |
| ^                          | 牛奶公司冰廠及冷房             | 田灣海旁道                 |
| ^#                         | 華富道                         | 石排灣道                   |
| 1*                         | 華富（北）                     | 華富（北）巴士總站         |
| 2*                         | 華富邨華生樓                   | 華富道                     |
| 3*                         | 華富（南）                     | 華富道                     |
| 4*                         | 華富邨華安樓                   | 華富道                     |
| 5                          | 余振強紀念第二中學             | 薄扶林道                   |
| 6                          | 置富徑                         | 置富道                     |
| 7                          | 置富花園1-7座                  | 置富道                     |
| 8                          | 置富南區廣場                   | 置富道                     |
| 9                          | 置富花園網球場                 | 置富道                     |
| 10                         | 薄扶林村                       | 薄扶林道                   |
| 11                         | 薄扶林水塘道                   | 薄扶林道                   |
| 12                         | 嘉林閣                         | 薄扶林道                   |
| 13                         | 心光學校                       | 薄扶林道                   |
| 14                         | 瑪麗醫院                       | 薄扶林道                   |
| 15                         | 香港華人基督教聯會薄扶林道墳場 | 薄扶林道                   |
| 16                         | 摩星嶺道                       | 薄扶林道                   |
| 17                         | 富林苑                         | 薄扶林道                   |
| 18                         | 蒲飛路                         | 薄扶林道                   |
| 19                         | 何東夫人堂                     | 薄扶林道                   |
| 20                         | 香港潮商學校                   | 薄扶林道                   |
| 21                         | 英皇書院                       | 般咸道                     |
| 22                         | 寧養台                         | 般咸道                     |
| 23                         | 東邊街                         | 般咸道                     |
| 24                         | 高街                           | 般咸道                     |
| 25                         | 醫院道                         | 般咸道                     |
| 26                         | 寶玉閣                         | 西摩道                     |
| 27                         | 衛城道                         | 西摩道                     |
| 28                         | 羅便臣道                       | 西摩道                     |
| 29                         | 高主教書院                     | 羅便臣道                   |
| 30                         | 花園台                         | 羅便臣道                   |

註：

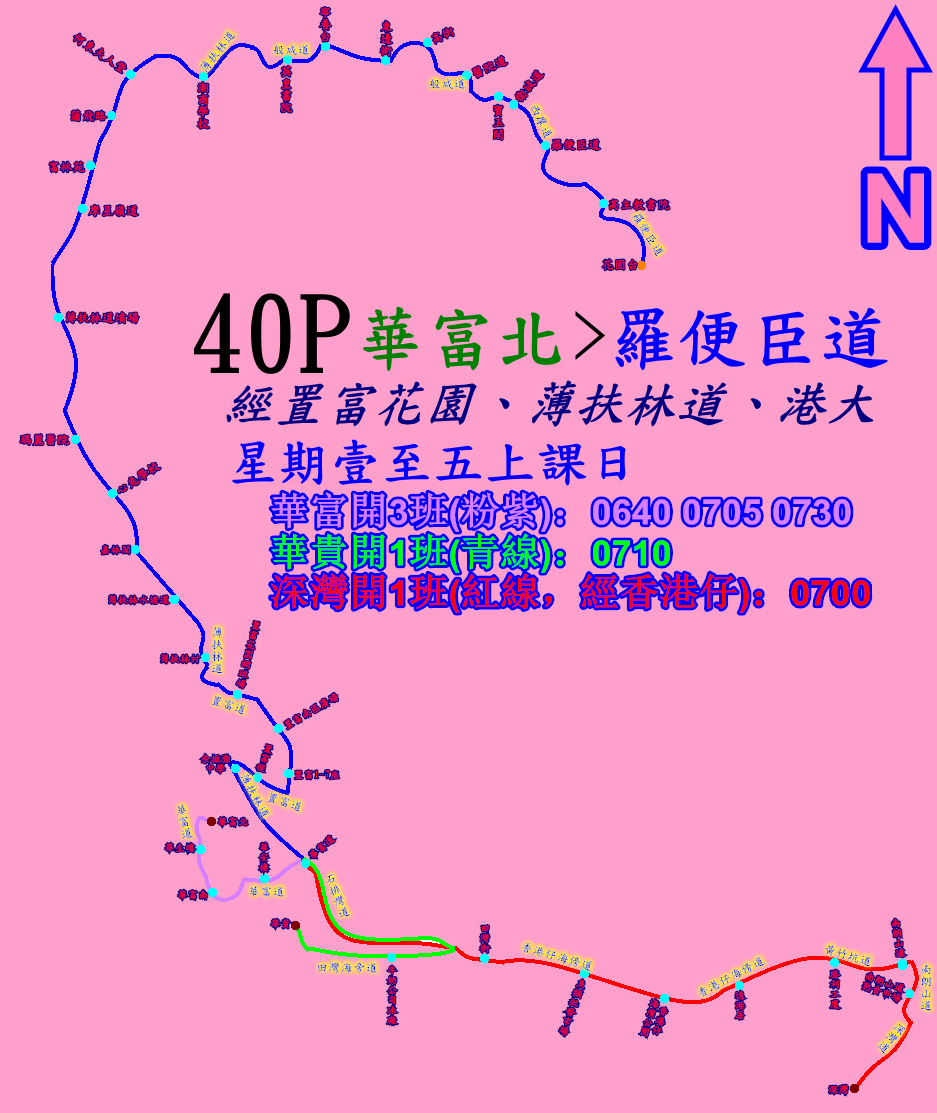
40P線的走線圖，有3條分支，粉紫線表示40P正線，紅線表示由深灣開出經香港仔的班次，青線表示由華貴開出的班次

1. 有 * 號之車站祇限華富開出的班次停靠，特別班次不停靠該等車站
2. 有 ^ 號之車站祇限華貴邨開出的班次停靠
3. 有 # 號之車站祇限深灣開出的班次停靠

## 外部連結
- 官方網站路線資料 （页面存档备份，存于）
- （页面存档备份，存于）